# Comuna de Mycielin
Mycielin (polaco: Gmina Mycielin) é uma gminy (comuna) na Polónia, na voivodia de Grande Polónia e no condado de Kaliski. A sede do condado é a cidade de Słuszków.
De acordo com os censos de 2004, a comuna tem 4974 habitantes, com uma densidade 44,9 hab/km².

## Área
Estende-se por uma área de 110,81 km², incluindo:
- área agrícola: 58%
- área florestal: 37%

## Demografia
Dados de 30 de Junho 2004:
|                      | Total   | Total | Mulheres | Mulheres | Homens  | Homens |
| -------------------- | ------- | ----- | -------- | -------- | ------- | ------ |
|                      | pessoas | %     | pessoas  | %        | pessoas | %      |
| População            | 4974    | 100   | 2507     | 50,4     | 2467    | 49,6   |
| Densidade (pop./km²) | 44,9    | 100   | 22,6     | 22,6     | 22,3    | 22,3   |

De acordo com dados de 2002, o rendimento médio per capita ascendia a 1356,35 zł.

## Comunas vizinhas
- Ceków-Kolonia, Malanów, Rychwał, Stawiszyn, Tuliszków, Żelazków